# Distrito de Huanuara
El Distrito de Huanuara, en el Perú, es uno de los seis distritos que forman parte de la Provincia de Candarave, ubicada en el Departamento de Tacna, perteneciente a la Región Tacna, en el sur del Perú.
Desde el punto de vista jerárquico de la Iglesia católica forma parte de la Diócesis de Tacna y Moquegua la cual, a su vez, pertenece a la Arquidiócesis de Arequipa.

## Geografía
Es un área montañosa y seca. La capital del distrito se encuentra en el Pueblo de Huanuara, siendo este el único núcleo urbano del distrito.

## Demografía
Cuenta con una población total de 823 habitantes.

## Autoridades

### Municipales
- 2015 - 2018[3]
  - Alcalde: Josué Ángel Ríos Calizaya, del Partido Aprista Peruano.
  - Regidores:

  1. Gabriel Jesús Vargas Mamani (Partido Aprista Peruano)
  2. Edder Geni Sánchez Joaquin (Partido Aprista Peruano)
  3. Crecencio Hermógenes Vargas Quinteros (Partido Aprista Peruano)
  4. Edith Primitiva Joaquín Calizaya (Partido Aprista Peruano)
  5. Elvis Avendaño Chambilla (Movimiento Cívico Peruano)